# 馬尼耶峰
65°40′S 64°18′W / 65.667°S 64.300°W
馬尼耶峰（英語：Magnier Peaks）是南極洲的山峰，位於葛拉漢地西岸，處於勒魯灣和比戈灣之間，海拔高度1,345米，由法國探險隊發現，現時由南極條約體系管理。